# Laurence Olivier Award al miglior attore non protagonista
Il Premio Laurence Olivier al miglior attore non protagonista (Laurence Olivier Award for Best Actor in a Supporting Role) è un riconoscimento teatrale presentato dal 1977 dalla Society of London Theatre.
Il premio fu costituito nel 1977, ma nel 1985 le categorie alla miglior attrice non protagonista e al miglior attore non protagonista furono inglobate in un'unica categoria, il Laurence Olivier Award alla miglior performance in un ruolo non protagonista. Le due categorie distinte tornarono a presentarsi dal 1991 al 1995, poi ancora nel 1997, dal 2000 al 2002, dal 2010 al 2011 e poi ogni anno a partire dal 2013.

## Vincitori e candidati

### Anni 1970
- 1977: Nigel Hawthorne – Privates on Parade nel ruolo del Maggiore Giles Flack
- 1978: Robert Eddison – La dodicesima notte nei ruoli di Andrew Arguecheek e Festa
- 1979: Patrick Stewart – Antonio e Cleopatra nel ruolo di Marco Antonio

### Anni 1980
- 1980: David Threlfall – Nicholas Nickleby nel ruolo di Smike
- 1981: Joe Melia – Good nel ruolo di Maurice
- 1982: David Healy – Guys and Dolls nel ruolo di Nicely Nicely Johnson
- 1983: Alan Devlin – Una luna per i bastardi nel ruolo di Phil Hogan
- 1984: Edward Petherbridge – Strano interludio nel ruolo di Charles Marsden

### Anni 1990
- 1991: David Bradley – Re Lear nel ruolo del Matto
- 1992: Oleg Menšikov – When She Danced nel ruolo di Sergei Yesenin
- 1993: Julian Glover – Enrico IV, parte I e II nel ruolo di Enrico IV d'Inghilterra
- 1994: Joseph Mydell – Angels in America - Perestroika nel ruolo di Belize
- 1995: Ken Stott – Vetri rotti nel ruolo del dottor Harry Hyman
- 1997: Trevor Eve – Zio Vanja nel ruolo di Astrov

### Anni 2000
- 2000: Roger Allam – Money nel ruolo di Henry Graves
- 2001: Ben Daniels – Erano tutti miei figli nel ruolo di Chris Keller
- 2002: Toby Jones – The Play What I Wrote nel ruolo di Arthur

### Anni 2010
- 2010: Eddie Redmayne – Red nel ruolo di Ken
- 2011: Adrian Scarborough – After the dance nel ruolo di John Reid
- 2013[2]
  - Richard McCabe – The Audience nel ruolo di Harold Wilson
  - Paul Chahidi - Twelfth Night
  - Adrian Scarborough - Hedda Gabler
  - Kyle Soller - Long Day's Journey into Night
- 2014[3]
  - Jack Lowden – Spettri nel ruolo di Oswald
  - Ron Cook - Henry V
  - Mark Gatiss - Coriolanus
  - Ardal O'Hanlon - The Weir
- 2015[4]
  - Nathaniel Parker – Wolf Hall / Bring Up the Bodies nel ruolo di Enrico VIII
  - David Calder - Nether
  - Richard Goulding - King Charles III
  - John Light - Taken at Midnight
- 2016[5]
  - Mark Gatiss – Three Days in the Country nel ruolo di Shpigelsky
  - Michael Pennington - The Winter's Tale
  - Tom Sturridge - American Buffalo
  - David Suchet - The Importance of Being Earnest
- 2017[6]
  - Anthony Boyle – Harry Potter e la maledizione dell'erede nel ruolo di Scorpius Malfoy
  - Freddie Fox - Travesties
  - Brian J. Smith - The Glass Menagerie
  - Rafe Spall - Hedda Gabler
- 2018[7]
  - Bertie Carvel – Ink nel ruolo di Rupert Murdoch
  - John Hodgkinson - The Ferryman
  - James McArdle - Angels in America
  - Peter Polycarpou - Oslo
- 2019[8]
  - Chris Walley – Il tenente di Inishmore nel ruolo di Davey
  - Keir Charles - Quiz
  - Adam Gillen - Killer Joe
  - Adrian Lukis - The Price
  - Malcolm Sinclair - Pressure

### Anni 2020
- 2020[9][10]
  - Adrian Scarborough – Leopoldstadt nel ruolo di Hermann Merz
  - Arinzé Kene - Death of a Salesman
  - Colin Morgan - All My Sons
  - Reece Shearsmith - A Very Expensive Poison
- 2022[11][12]
  - Fred Davis, Daisy Franks, Romina Hytten, Tom Larkin, Habib Nasib Nader, Tom Stacy e Scarlet Wilderink – Vita di Pi nel ruolo di Richard Parker
  - Dino Fetscher - The Normal Heart
  - Nathaniel Parker - The Mirror and the Light
  - Danny Lee Wynter - The Normal Heart
- 2023[13][14]
  - Will Keen – Patriots nel ruolo di Vladimir Putin
  - Mark Akintimehin, Emmanuel Akwafo, Nnabiko Ejimofor, Darragh Hand, Aruna Jalloh e Kaine Lawrence  - For Black Boys Who Have Considered Suicide When the Hue Gets Too Heavy
  - Elliot Levey - Good
  - David Moorst - To Kill a Mockingbird
  - Sule Rimi - Blues for an Alabama Sky
- 2024[15][16]
  - Will Close – Dear England nel ruolo di Harry Kane
  - Paul Hilton - An Enemy of the People
  - Giles Terera - Clyde's
  - Luke Thompson - A Little Life
  - Zubin Varla - A Little Life
- 2025
  - Elliot Levey – Giant nel ruolo di Tom Maschler
  - Jorge Bosch - Kyoto
  - Tom Edden - Aspettando Godot
  - Ben Whishaw - Bluets